# فرودگاه سوهونگ جنوبی
فرودگاه سوهونگ جنوبی (به انگلیسی: Sohung South Airport) یک فرودگاه نظامی است . این فرودگاه در کشور کره شمالی قرار دارد و در ارتفاع ۱۵۹ متری از سطح دریا واقع شده است.